# Vale da Pedra
Vale da Pedra é uma povoação portuguesa sede da Freguesia de Vale da Pedra do Município do Cartaxo, no Distrito de Santarém, distando sete quilómetros da sede municipal. A freguesia tem uma área de 14,1 km² de área e 1646 habitantes (censo de 2021), tendo, assim, uma densidade populacional de 116,7 hab./km².
Vale da Pedra começou por se chamar “Foros do Vale da Pedra”, passando mais tarde a chamar-se “Casais de Vale da Pedra”, devido ao seu desenvolvimento populacional e, através da Lei n.º 66/88, de 23 de maio de 1988, foi criada a freguesia, passando a ter a designação de “Vale da Pedra”. Com a sua criação, Vale da Pedra desanexa-se da freguesia de Pontével, à qual está indelevelmente associada historicamente.
Pela riqueza paisagística que a envolve, foi apelidada de "Sintra do Ribatejo". Tem como orago Nossa Senhora de Fátima.

## Etimologia

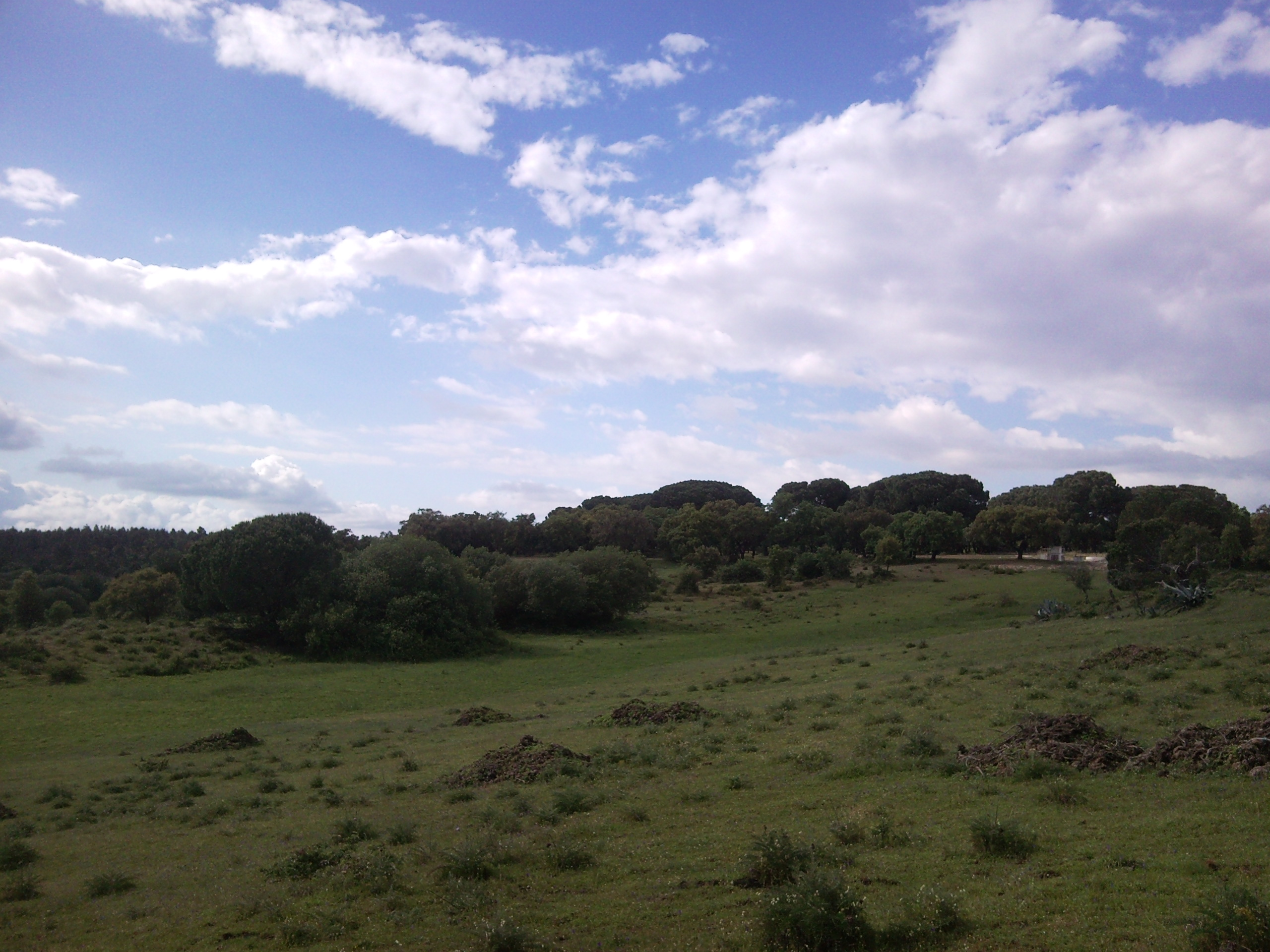
Paisagem da Quinta do Vale da Pedra, que está na origem do nome da freguesia.

O primeiro elemento do topónimo, “Vale”, é muito comum tanto em Portugal como na Galiza, sendo normalmente usado em nomes compostos e para designar uma característica orográfica. O elemento determinativo “da Pedra” deriva do latim “petra”, que significa “pedra”, e é geralmente alusivo à existência de um "menir" na Quinta do Vale da Pedra, possivelmente um marco miliário, localizado na via romana que atravessava a quinta, que, segundo as descrições dos mais antigos moradores da freguesia, continha inscrições semelhantes às dos marcos da época romana. Porém, outros referem que este topónimo deve-se à existência de uma singular zona rochosa em toda a área da freguesia, que ainda hoje se pode apreciar. Por isso, os valepedrenses guardam para si aquele local como sendo ali que nasceu o nome da sua terra - “Vale da Pedra” - local situado exatamente no interior da Quinta do Vale da Pedra.

## História

### Período romano
Durante a época romana, o território do Vale da Pedra era atravessado por uma via romana, que ligaria Tagarro, na freguesia de Alcoentre, no concelho de Azambuja, até ao rio Tejo, através de Aveiras de Cima, no mesmo município. Na via que ligava Collippo (Leiria) a Ierabriga (Alenquer), uma via secundária teria início no nó viário em Tagarro, seguindo em direção a sudeste até ao rio Tejo, permitindo a travessia do rio em Escaroupim. Esta atravessaria Alcoentre e Aveiras de Cima, onde cruzaria com a via que ligava Scallabis (Santarém) a Olisipo (Lisboa), continuando para Aveiras de Baixo, onde se situava uma villa, percorrendo a atual Rua do Carril e a linha divisória entre os concelhos de Azambuja e Cartaxo. Daí seguiria pela Quinta da Boa Vista, Casais da Lagoa e a Quinta do Vale da Pedra até Reguengo de Valada, onde existiam vestígios da calçada da via romana.

### Século XVIII
O lugar do Vale da Pedra localizava-se no município de Santarém, à data da divisão administrativa de 1758, pertencendo, nessa época, à paróquia de Pontével e à Diocese de Lisboa. Somente a partir de 1815, o território passaria a integrar o concelho do Cartaxo, entretanto criado.

Uma das primeiras referências ao lugar encontra-se nas Memórias Paroquiais de 1758, em que Vale da Pedra consta no registo da paróquia de Valada, no qual se encontram listados os arredores mais relevantes em torno da mesma:
[...] a Vila de Salvaterra de Magos, a Vila da Azambuja, a Igreja da Vila de Benavente, o Convento dos Arrábidos de Jericó e o dos Padres de São Francisco do lugar das Virtudes, a Vila de Muge, o lugar de Escaroupim e a quinta do Vale da Pedra.

### O caminho de ferro
A construção da ligação ferroviária entre Lisboa e Porto impulsionou o desenvolvimento e o crescimento populacional de Vale da Pedra. Numa das suas fases de construção, foi construído um troço entre Virtudes e a Ponte de Santana, onde se localizariam a estação do Reguengo e o posto técnico do Setil, entrando em funcionamento a 28 de abril de 1858.  

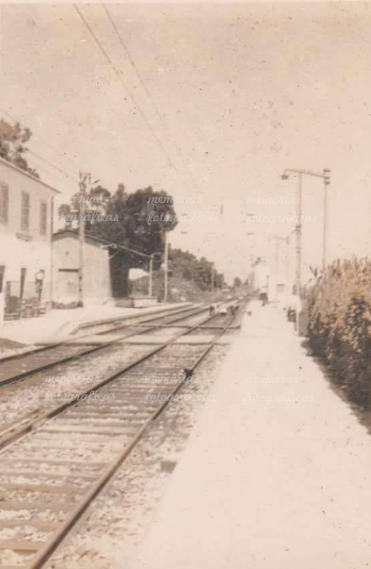
Estação do Reguengo, em 1965.

A facilidade nas viagens até Lisboa e a fixação de trabalhadores ferroviários e agrícolas e as suas famílias estiveram na origem do crescimento demográfico do Vale da Pedra, a par da permanência temporária de trabalhadores sazonais nas obras da ferrovia, como aquando da construção da estação e nó ferroviário do Setil e a consequente ligação ao sul do país através da linha de Vendas Novas.
Na viragem do século XIX para o XX, as ligações fluviais de passageiros entre Muge e Valada até à capital foram preteridas a favor das ligações ferroviárias, encontrando-se as estações do Reguengo e do Setil nesse percurso. Da mesma forma, o transporte ferroviário era o meio preferencial para os trabalhadores sazonais nos campos do Ribatejo, que vinham do centro e sul do país para dar resposta à crescente atividade agrícola na região da lezíria do Tejo.
Nas primeiras décadas do século XX, a designação deste novo lugar da freguesia de Pontével variava entre Casais do Vale da Pedra e Foros de Vale da Pedra, tendo sido também admissível a variante Val da Pedra, em vários registos oficiais. A primeira designação viria a vingar perante o crescente desenvolvimento populacional, à medida que se continuavam a fixar mais trabalhadores agrícolas e à facilidade de ligação à cintura industrial de Lisboa por via férrea.

### A criação da freguesia
O franco desenvolvimento de Casais de Vale da Pedra pronunciou, com o advento da democracia após a revolução de 1974, o desejo de independência administrativa em relação à freguesia de Pontével, sobretudo motivado pela recusa desta última em instalar uma assembleia de voto em Vale da Pedra, obrigando os seus moradores mais idosos a deslocarem-se cerca de seis quilômetros para exercerem o seu direito de voto nos atos eleitorais .
A criação da nova freguesia ocorre após pareceres favoráveis concedidos por unanimidade pela Assembleia de Freguesia de Pontével, a 5 de janeiro de 1988, e pela Câmara Municipal do Cartaxo, a 18 de janeiro seguinte. A Assembleia Municipal do Cartaxo pronunciou-se favoravelmente poucos dias depois, a 22 de janeiro. Estes pareceres eram legalmente exigidos para dar início ao processo de criação da freguesia na Assembleia da República, onde foram apresentados três projetos de lei sobre a temática nesse ano: o Projeto de Lei n.º 159/A, apresentado pelo Partido Social Democrata (PSD) a 23 de janeiro, da autoria dos deputados Casimiro Gomes Pereira e José Guilherme Coelho dos Reis; o Projeto de Lei n.º 166/V, apresentado pelo Partido Socialista (PS) a 27 de janeiro, da autoria dos deputados Gameiro dos Santos, Jorge Sampaio e Jorge Lacão; e o Projeto de Lei n.º 181/V, apresentado pelo Partido Comunista Português (PCP) a 4 de fevereiro, pelo deputado Álvaro Brasileiro. Em suma, os projetos propunham a criação da freguesia de Vale da Pedra, com os lugares de Ponte do Reguengo e Setil, desanexando-se, assim, uma área correspondente a cerca de 30% da freguesia de Pontével. À data, a maioria da população era jovem e em idade ativa, havendo 1019 eleitores em 1987. A futura freguesia era dotada de equipamentos, como posto médico, duas escolas primárias, farmácia, quatro fontanários, três paragens de transporte rodoviário e duas estações ferroviárias; de estabelecimentos comerciais, como sete mercearias, nove cafés/restaurantes, dois depósitos de pão e uma peixaria; e de indústria, como uma estação de tratamento de água - EPAL, aviários, suiniculturas, estufas de flores e horticultura, e cinco fábricas de descasque de arroz, rações, tomate, cogumelos, produtos agrícolas e óleo de eucalipto. Existiam, ainda, associações culturais e recreativas, como a Associação Cultural e Recreativa Valepedrense, o Centro Social, Cultural e Recreativo de Casais de Vale da Pedra e Ponte do Reguengo e o Grupo Desportivo do Setil, dispondo de campo de futebol, centro cívico e recinto para a realização de festas.

A discussão e votação dos projetos de lei na Assembleia da República ocorrem a 11 de março de 1988, sendo que, três dias antes havia sido criada uma Comissão de Estudo Demarcativa, tendo como representantes da futura freguesia António Leite Marinho, Francisco Batalha e Mário Sereno. Os projetos de lei são aprovados por unanimidade na generalidade, tendo sido rejeitado o requerimento do PS e do PCP para que os projetos descessem por oito dias à Comissão competente para serem apreciados. Assim, seguiu-se a fase da especialidade, tendo dado entrada uma proposta de alteração do PS e do PCP relativamente aos limites da nova freguesia propostos nos seus projetos de lei, que seria rejeitada com os votos contra do PSD. Na origem desta proposta de alteração estava o parecer dos órgãos municipais que sugeriam que a localidade da Cruz do Campo continuasse a permanecer integralmente à freguesia de Pontével, pelo que propunha-se que o limite poente:
[...] principia[sse] no limite do concelho da Azambuja, percorrendo o caminho vicinal que acaba na estrada nacional n.º 3-2 ao quilómetro 0,330, prosseguindo pela mesma estrada nacional até ao quilómetro 0,530, inflectindo, então, no caminho vicinal que vai entroncar na estrada nacional n.º 3, ao quilómetro 18,950, continuando por esta estrada até ao limite com a freguesia do Cartaxo.
Todos os projetos são aprovados na especialidade, com os votos a favor do PSD e do PRD e a abstenção dos restantes partidos, que discordavam com os limites geográficos inicialmente propostos em todos os projetos de lei para a nova freguesia. No entanto, todos os projetos, com o seu texto inicial, são votados em votação final global por unanimidade, pelo que o limite poente seria a Estrada Nacional n.º 3, dividindo-se, assim, a localidade de Cruz do Campo entre Pontével e Vale da Pedra. A lei que previa a criação da freguesia de Vale da Pedra seria promulgada pelo Presidente da República, Mário Soares, a 29 de abril, publicada com o n.º 66/88, a 23 de maio do mesmo ano.

## Geografia

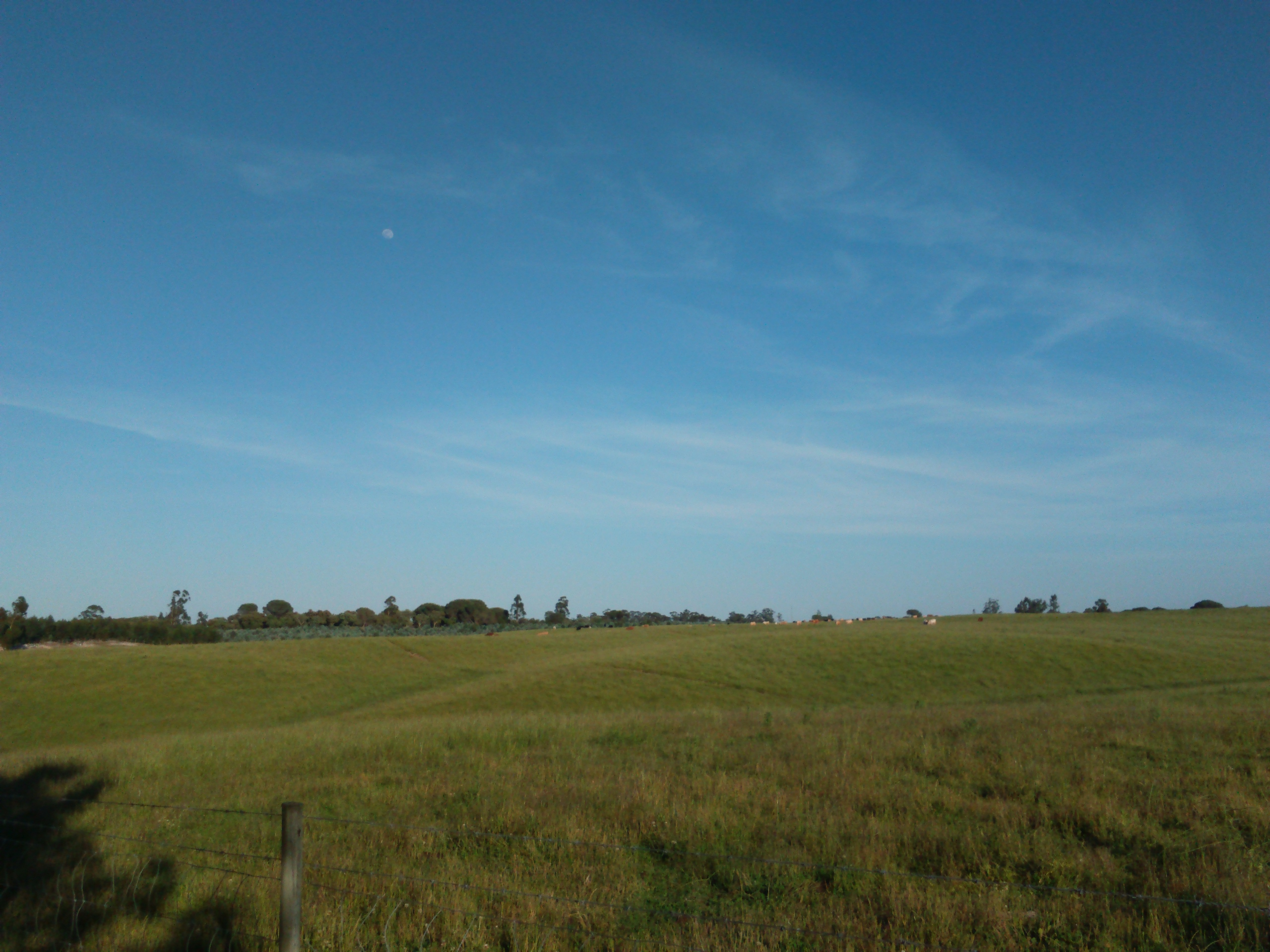
Paisagem da Quinta das Malhadas.

A localidade de Vale da Pedra desenvolve-se ao longo de um vale, onde a sua malha urbana se encontra mais concentrada, rodeada por vastas quintas, que ocupam mais de metade da área total da freguesia: a Quinta do Vale da Pedra, a Quinta do Gaio de Baixo, a Quinta do Gaio de Cima e a Quinta das Malhadas. É atravessada a nascente pela Vala Real, em Ponte do Reguengo.
A freguesia de Vale da Pedra tem como limites:
- A norte, a Freguesia do Cartaxo;
- A sul, o Município da Azambuja;
- A nascente, a Freguesia de Valada;
- A poente, a Estrada Nacional n.º 3.

Os lugares da freguesia são Vale da Pedra, Ponte do Reguengo, Setil, Gaio de Baixo, Gaio de Cima e parte da Cruz do Campo (lado nascente da Estrada Nacional n.º 3) e parte das Sesmarias (zona sul). O território compreendido por estes lugares é percorrido pela antiga Estrada Nacional n.º 3-2, ao longo de 3,3 quilómetros entre Cruz do Campo e Ponte do Reguengo e pela Estrada Nacional n.º 114-2, ao longo de 2,5 quilómetros entre Cartaxo e Setil, sendo delimitado a poente pela Estrada Nacional n.º 3, que atravessa o lugar da Cruz do Campo. É ainda atravessado pela linha ferroviária do Norte, que possui nesta zona um apeadeiro em Ponte do Reguengo e uma estação, agora a funcionar como apeadeiro, no Setil.

### Ponte do Reguengo

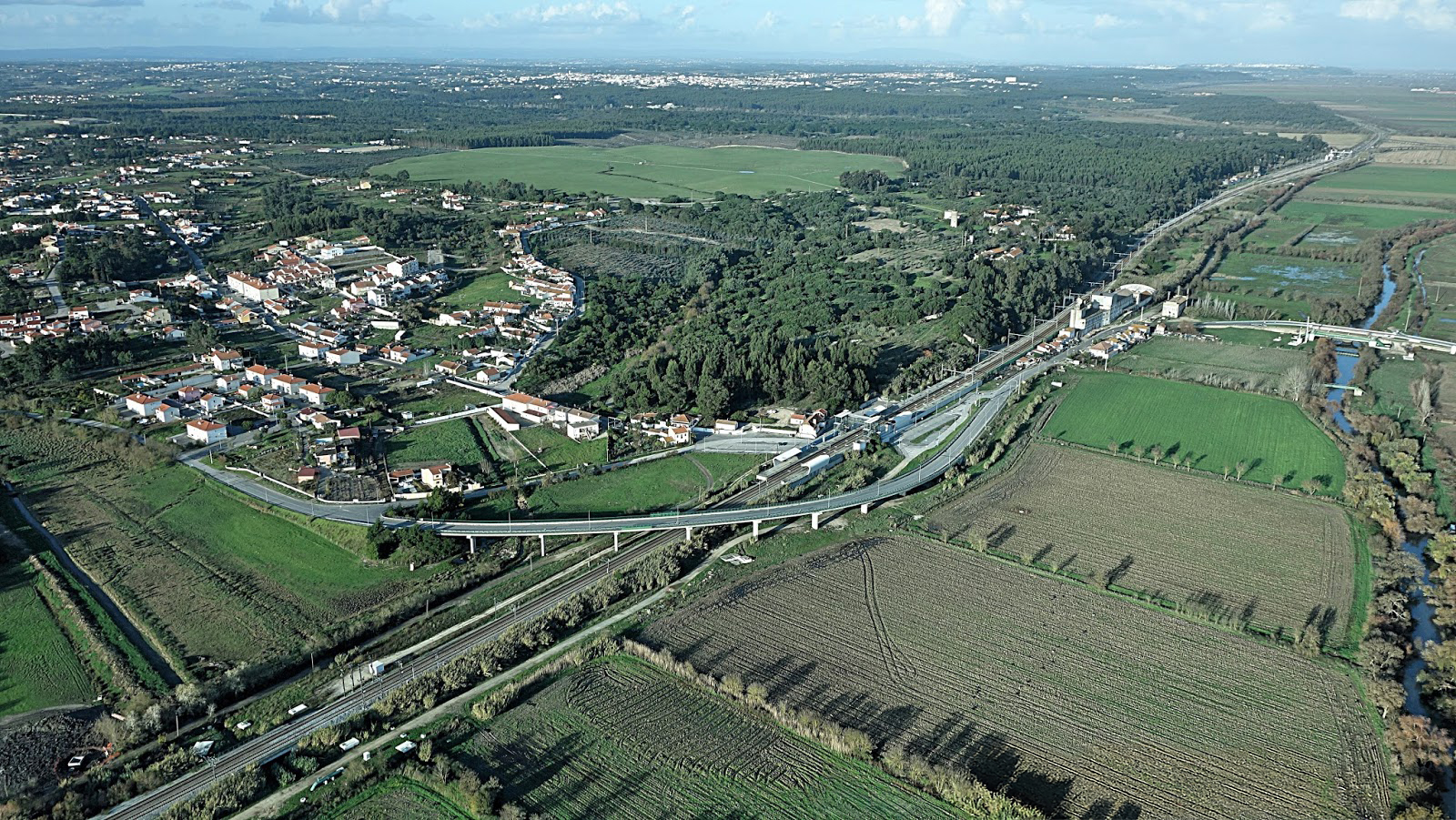
Ponte do Reguengo: ao centro, o apeadeiro e a Linha do Norte; do lado direito da linha, o Bairro dos Pescadores, a antiga fábrica de descasque do arroz e a ponte sobre a Vala Real; do lado esquerdo da linha, a continuação da localidade.

Este lugar é privilegiado pela Vala Real que o atravessa. Em tempos longínquos, a Vala Real teve os seus momentos de glória em virtude da pesca e dos carregamentos de arroz. O seu topónimo está relacionado com a existência de uma ponte antiga sobre a Vala Real (Ponte) e, por aquelas terras, em tempos antigos, serem propriedade do Rei (Reguengo).
A Vala Real, em tempos de cheias, submerge parte desta povoação nos invernos mais rigorosos, no denominado Bairro dos Pescadores. Os habitantes que persistem no bairro vão salvando as típicas casas dos pescadores e os seus bens de cada intempérie, muito embora os mais jovens tenham procurado diferentes formas de vida do que as perseguidas pelos seus antepassados, dedicadas essencialmente à pesca.
Das atividades que antes faziam parte do dia-a-dia dos habitantes desta povoação, a pesca é quase rara, embora alguns pescadores vão tentando a sua sorte como faziam antigamente, já não para sobreviver, mas para manter a tradição. Quanto aos carregamentos de arroz, longe vão os tempos em que os campos da margem esquerda da Vala Real eram densamente cultivados de arroz. Perpetuando esta atividade, a antiga Fábrica de Descascamento de Arroz ainda se encontra de pé, junto ao apeadeiro, recordando os velhos tempos em que trabalhadores labutavam muito devido à grande afluência de arroz ainda por descascar. Construída na década de 1960, atualmente a velha fábrica está desativada e em ruínas, após ter aberto falência no final do século XX.
Do outro lado, a parte da Ponte do Reguengo situada a poente da linha ferroviária tem-se desenvolvido muito, devido ao crescimento populacional registado e das urbanizações lá construídas no início deste século. O comércio situa-se apenas deste lado da povoação. Conta com um restaurante take-away, um café, um cabeleireiro e uma barbearia.
A antiga estação do Reguengo deu lugar a um moderno apeadeiro. Com acessibilidade para todos - rampas de acesso, elevadores e passagem superior, efetuam paragem os comboios regionais que fazem a ligação entre Tomar e Lisboa, de hora a hora, e os comboios interregionais, que fazem a mesma ligação, uma vez por dia em cada sentido. No mesmo plano, o apeadeiro possui um parque de estacionamento, em ambos os lados, e uma ponte rodoviária superior, acabando com a antiga passagem de nível com guarda.

### Setil

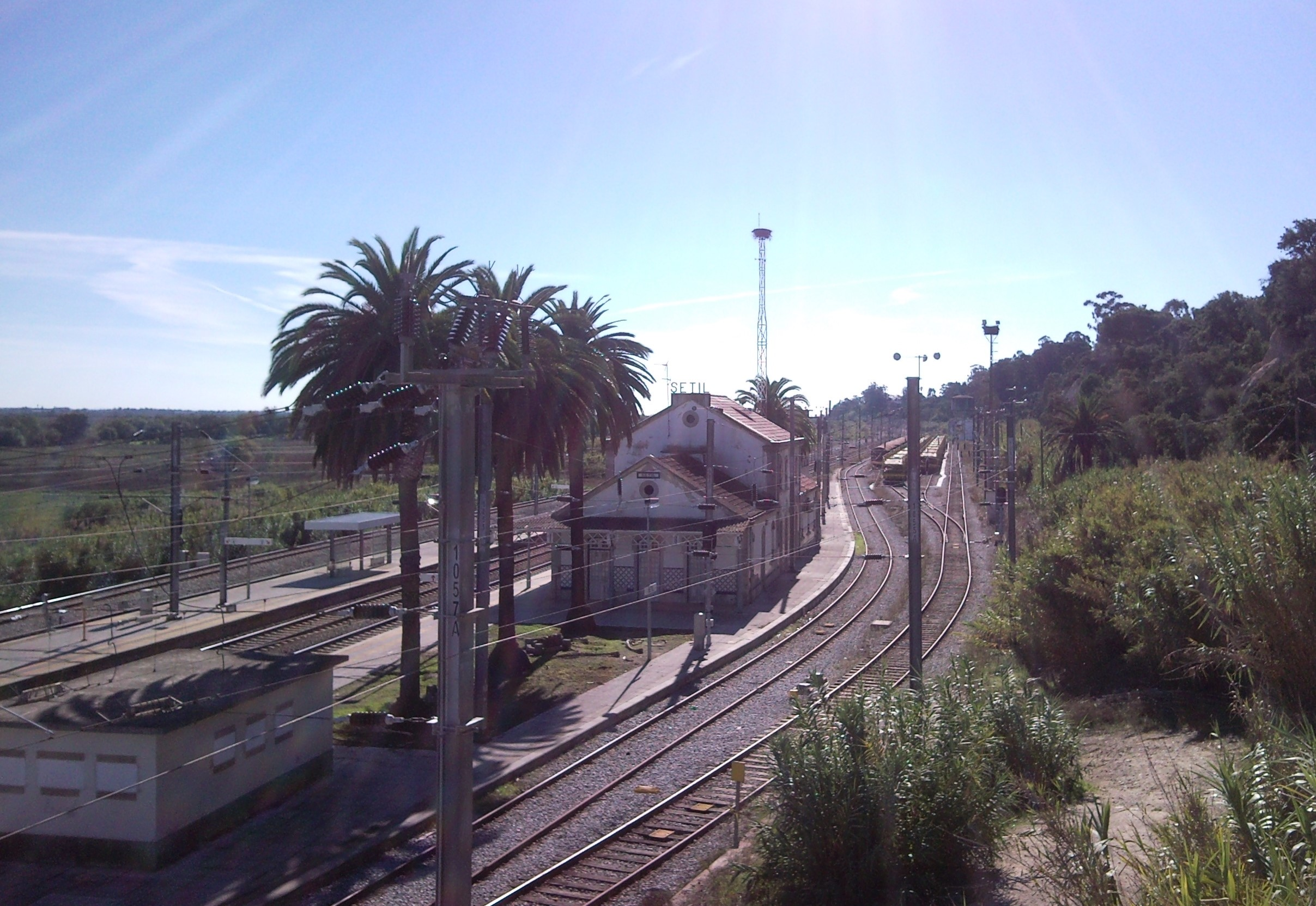
Estação ferroviária do Setil.

É o lugar mais pequeno da freguesia em termos geográficos. Estão distantes os tempos em que às janelas das carruagens, os passageiros dos comboios apregoavam “água fresca” em pequenas bilhas de barro para fazer face ao calor. A sua população é constituída, essencialmente, por ferroviários (maior parte deles reformados), sendo que alguns deles habitam casas pertencentes à CP. O comércio é inexistente, devido à progressiva desertificação do lugar e à sua população envelhecida.
A Estação Ferroviária do Setil não tem a mesma afluência de passageiros de outros tempos, sendo raros os passageiros que por lá embarcam ou desembarcam. A fraca afluência conduziu ao encerramento dos serviços da estação, que tem funcionado apenas como apeadeiro. Possui um nó ferroviário (a Concordância de Setil Norte), na confluência entre a Linha do Norte e a Linha de Vendas Novas, esta última apenas com serviço de transporte de mercadorias. A estação ferroviária está-se degradando aos poucos, necessitando urgentemente de obras de restauro. Apesar de tudo, continua a ser uma importante paragem e passagem para os comboios de mercadorias e os comboios regionais.

### Quinta do Gaio de Baixo
A Quinta do Gaio de Baixo é propriedade da família Santos Lima desde 1873, altura em que o Comendador Paulino da Cunha e Silva a comprou e doou, como dote, à sua filha, D. Maria de Avelar e Silva, de quem o atual proprietário, Pedro Mello Santos Lima, é neto. Situada a norte da freguesia, a quinta possui 300 hectares, dedicados, sobretudo, à atividade agrícola, possuindo uma ganadaria. Nos últimos anos, a quinta tem desenvolvido diversas atividades numa vertente mais turística.

### Quinta do Gaio de Cima
A Quinta do Gaio de Cima é património arquitetónico setecentista, propriedade de D. Maria do Carmo Infante da Câmara. Vários acontecimentos comprovam o seu interesse histórico, como, a 20 de setembro de 1759, no reinado de D. Gaspar, filho ilegítimo de D. João V, arcebispo primaz de Braga, passou por terras do Cartaxo e jantou nesta quinta. A quinta dedica-se à atividade turística, possuindo um centro hípico e uma capela.

### Cruz do Campo
A parte nascente da localidade de Cruz do Campo pertence à freguesia, permanecendo a parte poente à freguesia de Pontével, mantendo-se como linha divisória a Estrada Nacional n.º 3. Possui uma paragem de autocarros de longo e médio curso entre Carregado e Santarém. A Quinta dos Alves situa-se neste lugar e é propriedade privada. O seu topónimo está relacionado com um cruzamento de terra batida no meio do campo que existia ali, em tempos mais remotos, onde as pessoas se encontravam.

### Sesmarias
O lugar das Sesmarias encontra-se dividido entre a freguesia de Vale da Pedra e a União de Freguesias de Cartaxo e Vale da Pinta, correspondendo à primeira a zona sul deste lugar. Parte desta delimitação recai na Estrada das Sesmarias. Nesta área, encontram-se extensas áreas de pinhal e eucaliptal e situam-se algumas unidades industriais de pequena dimensão.

## Demografia
A população registada nos censos foi:
A sua estrutura etária tinha a seguinte composição:
| Distribuição da População por Grupos Etários | Distribuição da População por Grupos Etários | Distribuição da População por Grupos Etários | Distribuição da População por Grupos Etários | Distribuição da População por Grupos Etários |
| -------------------------------------------- | -------------------------------------------- | -------------------------------------------- | -------------------------------------------- | -------------------------------------------- |
| Ano                                          | 0-14 Anos                                    | 15-24 Anos                                   | 25-64 Anos                                   | > 65 Anos                                    |
| 2001                                         | 233                                          | 234                                          | 936                                          | 350                                          |
| 2011                                         | 254                                          | 165                                          | 921                                          | 415                                          |
| 2021                                         | 195                                          | 168                                          | 787                                          | 496                                          |

## Política
Após a criação da freguesia, tiveram lugar as primeiras eleições para a Assembleia de Freguesia a 11 de setembro de 1988, vencendo o Partido Socialista. O primeiro executivo eleito tomou posse a 28 de setembro, tendo como presidente Joaquim Edgar, enquanto que Reinaldo Mendes assumiu a presidência da Assembleia de Freguesia. Desde então, todas as eleições para a Assembleia de Freguesia foram vencidas pelo Partido Socialista.

### Eleições autárquicas para a Assembleia de Freguesia[21]
| Data | %     | V     | %     | V     | %       | V       | %              | V      | %              | V    | %              | V   | Participação |                |
| Data | PS    | PS    | CDU   | CDU   | PPD/PSD | PPD/PSD | CDS-PP         | CDS-PP | PRD            | PRD  | IND            | IND | Participação |                |
| ---- | ----- | ----- | ----- | ----- | ------- | ------- | -------------- | ------ | -------------- | ---- | -------------- | --- | ------------ | -------------- |
| Data | 1989  | 47,30 | 5     | 22,90 | 2       | 20,70   | 2              |        |                | 7,00 | -              |     |              | 66,30 / 100,00 |
| 1993 | 57,55 | 6     | 16,33 | 1     | 23,99   | 2       |                |        | 66,79 / 100,00 |      |                |     |              |                |
| 1997 | 48,82 | 6     | 17,95 | 2     | 26,39   | 2       | 4,70           | -      | 64,91 / 100,00 |      |                |     |              |                |
| 2001 | 47,41 | 5     | 15,09 | 1     | 27,71   | 3       | 6,37           | -      | 61,14 / 100,00 |      |                |     |              |                |
| 2005 | 37,72 | 4     | 23,60 | 2     | 23,18   | 2       |                |        | 12,01          | 1    | 57,90 / 100,00 |     |              |                |
| 2009 | 50,27 | 5     | 23,58 | 2     | 22,62   | 2       |                |        | 63,08 / 100,00 |      |                |     |              |                |
| 2013 | 39,49 | 4     | 21,91 | 2     | 14,35   | 2       | 19,13          | 2      | 60,34 / 100,00 |      |                |     |              |                |
| 2017 | 50,98 | 5     | 28,29 | 3     | 15,85   | 1       |                |        | 56,20 / 100,00 |      |                |     |              |                |
| 2021 | 44,86 | 4     | 19,34 | 2     | 30,18   | 3       | 50,48 / 100,00 |        |                |      |                |     |              |                |

## Economia
A freguesia de Vale da Pedra possui diversas casas comerciais. O comércio é essencialmente tradicional e composto por cafés, restaurantes e lojas de pequena dimensão. Ainda no setor terciário, as quintas tiram partido das suas valências para ofertas turísticas, existindo, igualmente, algumas unidades de alojamento local.
No sector industrial, é de salientar a fábrica da Campil, indústria transformadora de tomate, e a Estação de Tratamento de Águas da EPAL. A freguesia é atravessada pelo adutor que abastece Lisboa com a água captada na barragem de Castelo de Bode.
No sector agrícola, são importantes os terrenos do bairro onde se produz sobretudo o azeite, frutos e vinho, assim como os da lezíria, onde se produz cereais, com especial predominância do arroz, e onde pastam tranquilamente manadas de bois e cavalos. A pecuária é, pois, a par da actividade agrícola, uma importante fonte de riqueza para a economia da freguesia.

## Equipamentos urbanísticos
Como equipamentos existem os seguintes:
- Apeadeiro de Caminhos de Ferro do Reguengo;
- ATL - Atividades de Tempos Livres;
- Cemitério da Freguesia: o terreno onde se situa foi doado à freguesia por um antigo proprietário da Quinta do Gaio de Baixo. Inaugurado a 19 de Janeiro de 1991;
- Complexo Desportivo Carvalho e Silva: assim chamado por ter sido o Sr. Carvalho e Silva, antigo proprietário da Quinta das Malhadas, a ceder parte do terreno da sua quinta para a construção deste complexo. O complexo encontra-se em desuso e em estado de degradação, sendo composto por um campo de futebol não relvado e com assistência, um campo polidesportivo com assistência, com balneários exteriores, wc público, secretaria, bar, parque infantil, fontanário e pequeno campo de golfe;
- Centro Social, Cultural e Recreativo de Vale da Pedra: é composto por bar, restaurante, sala de convívio, palco interior, salão de jogos e um pequeno pavilhão para a prática de jogos tradicionais. No exterior situa-se o Largo da Festa, palco exterior, zona para barraquinhas, quermesse, bar e parque de estacionamento;
- Creche;
- Escola Primária do Setil, encerrada;
- Escola Primária de Vale da Pedra: construída durante o Estado Novo, segundo o estilo arquitetónico da época. Beneficiada e recuperada na década de 2010, mantém os mesmos traços originais. É composta por 4 salas de aula, uma sala multiusos, portaria e um recinto de recreio com antigas árvores;
- Estação de Caminhos de Ferro do Setil;
- Fontanários: existem quatro fontanários na freguesia, localizando-se um deles no lugar do Setil, outro no centro de Vale da Pedra (Largo do Chafariz), e dois em Ponte do Reguengo (Rua João de Deus e Bairro dos Pescadores);
- Jardim de Infância;
- Junta de Freguesia de Vale da Pedra: situado no centro de Vale da Pedra, o edifício é composto pela Junta de Freguesia, com Internet gratuita para os cidadãos, estação de Correios e Posto Médico;
- Parque infantil;
- Pré-Escola.

## Património
Na freguesia de Vale da Pedra, encontramos o seguinte património edificado:
- Capela das Malhadas: situada na Quinta das Malhadas, esta capela é centenária, com um estilo antigo, com várias características peculiares[22]. Servia religiosamente os habitantes de Vale da Pedra até à construção da atual Igreja Matriz[7];
- Igreja Paroquial de Nossa Senhora de Fátima de Vale da Pedra: construída entre 1986 e 1997, de estilo moderno e caiada de branco, a Igreja possui uma torre sineira com relógio e um painel de azulejos num dos alpendres, representando Nossa Senhora de Fátima e os Três Pastorinhos. Numa dependência exterior, situa-se as salas de catequese, a casa mortuária e a casa paroquial[7].

## Transportes
As localidades de Vale da Pedra e Ponte do Reguengo são servidas pelos autocarros da Rodoviária do Tejo, possuindo oito paragens com abrigo nas principais artérias. Durante os dias úteis, existem ligações a Pontével, Cartaxo e Santarém. Na Cruz do Campo, existem duas paragens de autocarro, localizando-se na freguesia a paragem no sentido Carregado-Santarém, servida com ligações entre as localidades referidas nos dias úteis e sábados.
A freguesia é servida pelo transporte ferroviário através dos seus apeadeiros em Reguengo e Setil, onde opera o serviço regional da CP com 16 circulações diárias em cada sentido com término em Tomar, e três com término no Entroncamento, tendo todas o outro término em Lisboa-S.A.. O apeadeiro de Reguengo é, ainda, servido pelo serviço Interregional, com um comboio no sentido Tomar-Lisboa-S.A. ao início da manhã, e um outro no sentido inverso ao final da tarde.

## Associativismo
A festa anual de Vale da Pedra em honra de Nossa Senhora de Fátima realiza-se na primeira quinzena de Junho e tem a duração de três dias.
Abarcando este sector, existem as seguintes coletividades ou associações:
- Associação Comunitária de Vale da Pedra, responsável pela gestão da creche, jardim de infância, pré-escola e apoio ao domicílio a idosos;
- Centro Social, Cultural e Recreativo de Casais de Vale da Pedra e Ponte do Reguengo;
- Futebol Clube Valepedrense (pertencente à Associação Cultural e Recreativa Valepedrense), que joga nos Campeonatos da Inatel;
- Rancho Folclórico Regional de Vale da Pedra;
- Grupo de Teatro Amador;
- Grupo de Dança Rítmica;
- Grupo de Danças de Salão.

## Heráldica
Os símbolos heráldicos da freguesia estão de acordo com o parecer da Comissão de Heráldica emitido em 17 de Setembro de 2002, nos termos da lei 53/91 de 7 de Agosto, substituindo os anteriores símbolos utilizados desde a criação da freguesia.

### Brasão
A descrição oficial é a seguinte: escudo de vermelho, um boi passante de ouro, animado de vermelho, armado de prata, ungulado e realçado de negro, entre dois ramos de videira de prata, folhados e gavinhados do mesmo, frutados de ouro e com os pés passados em aspa, em chefe e campanha diminuta ondada de prata e azul de três tiras. Coroa mural de prata de três torres. Listel branco, com a legenda a negro: "VALE DA PEDRA".
Os símbolos presentes no brasão são os ramos de videira, que representam a agricultura, uma das atividades base da economia local; o boi, que representa a pecuária, atividade que a par da agricultura, constitui a base da economia local; e as burelas ondadas, que representam a Vala Real que banha os terrenos de lezíria da freguesia.

### Bandeira
A descrição oficial é a seguinte: branca. Cordão e borlas de prata e vermelho. Haste e lança de ouro.

### Selo
A descrição oficial é a seguinte: nos termos da lei, com a legenda "Junta de Freguesia de Vale da Pedra - Cartaxo".